# Karakojunlu
Karakojunlu (Qara Qoyunlu, magyarul Fekete Ürü, türkmén Garagoýunly, perzsa قرا قویونلو; török Karakoyunlu) oguz török törzsszövetség volt a Kaukázus környékén a középkor legvégén. Ismert még Baráni, illetve Báránlu néven is. Magában foglalta a mai Örményország, Azerbajdzsán, Irán, Kelet-Törökország és Irak területeit. Vezetői az iszlám síita irányzatát követték.

## Eredete
A Karakojunlu törzsszövetség a kelet-perzsiai Herát körül nomadizáló turkomán (oguz-törökök) törzsekből alakult meg, amely népek a bagdadi és tebrizi Dzsalájiridák vazallusai voltak. A legkorábbi ismert legelőik mai törökországi Erciş város környékén voltak, a Van-tótól északra. 1375-ben a szövetség Moszul körül élő vezető törzse fellázadt a Dzsalájiridák ellen. A lázadással az oguzok függetlenedtek a dinasztiától, és Kara Júszuf elfoglalta Tebrizt.
A törzsszövetség nevének („Fekete Ürü”) eredete vitatott. Lehetett totemállat is, de éppúgy elképzelhető, hogy állatállományukban a fekete juhok alkották a többséget. A legvalószínűbb azonban az, hogy a Fekete Ürü északabbra helyezkedett el eredetileg a Fehér Ürütől, mivel az eurázsiai történelemben a „fekete” és „fehér” törzsnevek általában „délit” és „északit” jelentenek. A szövetséget a Jiva, Jazöger és Afsar törzsek vénei vezették, az államot vezető, uralkodó klán a Jiva törzsből származott. Neve Bahárlu, ennek változata lehet a Báránlu vagy Baráni. Ehhez tartozott Bajram Hodzsa (mh. 1380) és három testvére. Nagy valószínűséggel a tatárjárás előtti hamadáni, befolyásos turkomán családok leszármazottai. A szállásterület nyugati részén a „Fehér Ürü” szövetséggel érintkezett (Diyarbakır térsége), amely azonban Akkojunlu néven csak jóval később szerveződött egységbe.

## Előzmények

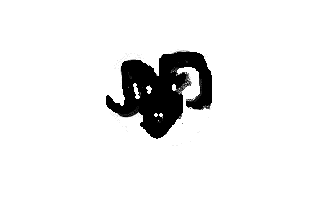
A „fekete ürü” jelkép

A Karakojunlu az Anatóliából Iránba tartó politikai migrációs mozgalmak mozgatórugói, és egyben az első tagja annak az új telepes mozgalomnak, amely biztosítja a türkmén uralom visszaállítását Iránban, sőt, Azerbajdzsán eltörökítését.  Amint ezekből a szavakból megérthető, az általuk beszélt török az oguz vagy türkmén nyelv volt, amelyet ma azerbajdzsáni nyelvnek neveznek.  Nyilvánvaló, hogy Jahanshah, Karakojunlu egyik uralkodója, az azerbajdzsáni irodalom egyik képviselője volt.
A mongol uralom alatt a karakojunlu törzs a moszuli régióban éltek és a Van-tó környékén legeltettek. A 14. század első felében a bagdadi Dzsalájiridák hűbéresei lettek, cserébe viszont 1337-ben újabb legelőket nyertek Kelet- és Délkelet-Anatóliában. A szövetség vezetője 1350-ig Pír Mehmed volt, meggyilkolása után Huszajn ibn Bég Tadzs Bugha, az egyik emírje vette át a vezetést. Őt viszont már 1351-ben megölték, valószínűleg Bajram Hodzsa megbízásából. A törzsek vezetését Ordu Buga, Huszajn Bég unokaöccse vette át Moszulban. A törzsek mongol törvények szerint éltek. Amikor 1351-ben az ilhánok eltűntek a térségből, Bajram Hodzsa egyre több törzset vont be a Karakojunlu szövetségbe.
1366 májusában (ramadán után) Taron és Muş ellen indult, azonban vereséget szenvedett Uvajsz dzsalájirida szultántól. 1371-ben Bajram újra fellázadt, és megostromolta Moszult. 1374-ben meghalt Uvajsz, fiát, Haszant meggyilkolták az emírjei. Bajram nem ismerte el az új uralkodót, Haszan ibn Uvajsz szultánt, és elfoglalt több fontos területet a mai Örményország és Azerbajdzsán térségében (például Nahicsevánt és Hój környékét).
Bajram halálakor, 1379/1380-ban a Karakojunlu törzsszövetség Moszult és Erzurumot is uralta.

## Története

### Kezdet és Timurida közjáték
Bajram Hodzsát fia – egyes források szerint unokaöccse – Kara Mehmed követte, aki 1382-ben döntő győzelmet aratott Nahicsevánban a dzsalájirida hadvezérek, Sáhzad Sejk Ali és Pír Ali Bar bégek felett. A győzelem Ahmad ibn Uvajsz bukását eredményezte, mivel hírére általános lázadás tört ki, testvére, Huszajn ibn Uvajsz meggyilkolta. Az új uralkodó Uvajsz ibn Ahmed lett, aki később feleségül vette Kara Mehmed egyik leányát. A Dzsalájirida Szultanátus és Karakojunlu szövetsége nem sokkal később az Akkojunlu törzsszövetséget is legyőzte. Ebben az időben Kara Mehmed hatalmának megszilárdításán és kiterjesztésén dolgozott. Legyőzte az urfai és dzsabari emíreket. Szálim Bég moszuli emír a Mamlúk Birodalom területére menekült, ahol Mardin ostromával kerítették kézre. A közel-keleti kaland eredményeképpen a mamlúk szultán, al-Malik az-Záhir Abu Szaíd Barkúk feleségül vette Mehmed lányát, támogatta az Akkojunlu elleni hadjáratát.
Timur Lenk 1387-es támadása a Karakojunlu belső viszonyait is megváltoztatta. A hatalom gyengülésével a meghódított területek némelyike elérkezettnek látta az időt az elszakadásra. Tebriz 1388-as elfoglalása után a Moszulban hagyott helyőrség parancsnoka, Pír Haszan bég (az 1351-ben Bajram Hodzsa által meggyilkoltatott Huszajn Bég fia és Ordu Bugha moszuli emír unokatestvére) fellázadt. Pír Haszan kiemelkedő hadvezérnek bizonyult, 1389-es haláláig a Timur elleni harcokban nagy tekintélyre tett szert. Halála után Mehmed ismét átvette a hatalmat Moszulban. Pír Haszan fia, Huszajn Bég legalább 1400-ig még harcolt Timur ellen. Egyes környékbeli törzsek nem ismerték el Pír Haszant és Kara Mehmed fia, Miszr Hodzsa vezetését választották. Ő azonban gyenge kormányzónak bizonyult, és testvérét Kara Júszuf emírt tették meg helyette uralkodónak 1390-ben. Kara Júszuf már korábban is gyakran vezette a Karakojunlu haderejét Pír Haszan ellen, de ez időben egyikük sem tudott döntő sikert elérni a másik ellen.
1400-ban a Timur Lenk legyőzte Karakojunlut, Kara Júszuf Egyiptomban keresett menedéket a Mamlúk Birodalomban, ahol bár időközben sógorának, al-Malíknak helyét an-Nászir Faradzs vette át, a baráti viszony megmaradt. Itt szervezte újjá hadseregét és Timur Lenk 1405-ös halála után visszatért Iránba. 1406-ban visszavette Tebrizt. Nagyban segítette ebben a timurida-unokák közti 1407-ben kitörő rivalizálás. A döntő csatát azonban 1406. október 15-én vívta Nahicsevánban. A végső győzelem Tebriz közelében, 1408. április 13-án esett meg. 1409-ben az ortukida Mardint győzte le. Bár Ahmad ibn Uvajsz Bagdadban talpra tudott állni, Irak és Huzisztán elveszett számára.

### A sikerek és belharcok kora
Ahmad ibn Uvajsz és Kara Júszuf között is kiújultak az ellentétek Azerbajdzsán miatt. Aszadnál, közel Tebrizhez 1410. augusztus 30-án Ahmad döntő vereséget szenvedett, amelynek hatására sok törzs önként csatlakozott a Karakojunlu szövetséghez. Ahmad örökbe fogadta Júszuf fiát, Pír Budakot, így a bagdadi dzselairida trón szabályos örökléssel szállt Karakojunlura.
1410-ben Örményországot is meghódította. Az örmény források rendkívül fontosak a Karakojunlu történetének megismerésében. A források szerint a Karakojunlu fennhatósága békés időszakot hozott Örményországra, és bár magas adókat vetettek ki, nagyszabású újjáépítési programot indítottak be a városokban.
1411-ben Sáhruh biztatására Kara Jülük Oszmán emír Amida és Urfa környékén létrehozta a rivális Akkojunlu törzsszövetséget és Sejk Ibráhim sirvánsah, valamint a környező kisebb fejedelmek segítségével fellázadt Karakojunlu ellen. A sirvánsah egyben I. Konstantin grúz király szövetségese is volt. A nagy koalíció azonban 1411. december 6-án vereséget szenvedett Karakojunlu és Bagdad egyesített erőitől a Kura és az Araksz között. A Sejk Ibráhim a csatában szerzett sebesülésébe néhány órán belül belehalt. Kara Oszmán Egyiptomba menekült. A Mamlúk Birodalom ekkor az akkojunlukat támogatta, mivel a Karakojunlu hatalma túlzottan erősödni látszott (egyiptomi szemszögből). Ezt megerősíteni látszott Sáhruh 1414-es kudarca a Karakojunlu elleni hadjáratával. 1418. decemberében pedig Kara Júszuf már Egyiptom ellen vezetett hadjáratot.
Sáhruh 1420-ban hatalmas hadsereget gyűjtött össze, és szövetségesének tudhatta a Mamlúk Birodalmat is. Kara Júszuf azonban 1420. november 13-án meghalt, és leszármazottai között hatalmi harcok törtek ki, amely meggyengítette a szövetséget. Ennek ellenére a növekvő Timurida fenyegetést még jó ideig sikerrel hárították el. A kezdeti zavar után Kara Iszkandar vette át a vezetést, de 1421 tavaszán vereséget szenvedett a támadóktól, amelyben Akkojunlu és a Timuridák sorakoztak fel. 1421. július 30-tól augusztus 1-ig zajlott három napos alasgirdi csata, amelyben Kara Iszakandar csapatai hőseiesen küzdöttek ugyan, de Sáhruh hatalmas haderejével, harci elefántjaival, valamint a mellette harcoló Akkojunluval szemben alul maradt. Karakojunlu hatalmas emberveszteségei mellett azonban a csatateret Sáhruh hagyta el előbb, visszatért Hórászánba.
Iszkandar ekkor a Sáhruh uralma alatt álló Azerbajdzsán ellen fordult. 1429-ig nem volt jelentősebb összecsapás Sáhruh és Iszakandar között, majd 1429. szeptember 17–18-án a szalmaiai csata során ismét Sáhruh számbeli fölénye érvényesült. Iszkandar végül egy ügyes manőverrel távozott a csatatérről. Azerbajdzsánban öccse, Abu Szaíd fellázadt ellene, majd másik testvére, a bagdadi kormányzó Sáh Mehmed is. Abu Szaídot 1432-ben, Mehmedet 1433-ban győzte le Iszakandar. Ekkor azonban bagdadban egy harmadik testvére, Iszfahán vette át a hatalmat, aki hűbéresküt tett Sáhruhnak. 1433-ban a Van-tó környékének emírje, negyedik testvére Dzsihán Sáh szintén elszakadt és Sáhruh hatalmának vetette alá magát.
A Karakojunlun belüli széthúzás miatt Sáhruh 1434-ben expedíciót indított Azerbajdzsán ellen. Kinyilvánította, hogy Dzsihán Sáhot ismeri el Karakojunlu törvényes uralkodójának. 1435 augusztusában vagy szeptemberében Iszkandar egy összecsapásban legyőzte az Akkojunlut, a csatában meghalt Kara Jülük Oszmán is, akinek fejét elküldték Bajbársz mamlúk szultánnak. Iszkandar ezután Kara Oszmán területein sáncolta el magát Sáhruh és Dzsihán Sáh elől, 1438-ban azonban Tebriz közelében vereséget szenvedett. A bevehetetlennek tartott azerbajdzsáni Alindzsak várába menekült. Dzsihán Sáh ostromba kezdett, miközben már elindult Bajbársz felmentő serege. Bajbársz azonban 1438. június 7-én meghalt, és az egyiptomi sereg visszafordult. Röviddel ezután Iszkandar megölte egyik fiát, Sáh Kubádot, és Dzsihán Sáh elfoglalta Alindzsakot. Ettől kezdve Karakojunlu egyeduralkodója lett.
A belháború és Sáhruh 1420–1421-es hadjárata véget vetett a békés időszaknak az örmény területeken is, Kara Iszkandar hatalmas pusztítást végzett Örményországban. Tömegeket hajtott el rabszolgának, és véglegesen kisajátította földjeiket, amivel kivándorlási hullámot indított el. Az örmény történetírók szerint az örmények üldözésével csak Dzsihán Sáh hagyott fel.

### Fénykor és bukás
Dzsihán Sáh békés viszonyban maradt a timurida Sáhruhhal, azonban ez a birodalom hamarosan széthullott. Sáhruh 1447-ben halt meg, ekkor a Karakojunlu szövetség kiterjesztette hatalmát jó néhány, addig a Timuridák által ellenőrzött térségre, így Irakra, Arab-félsziget keleti partjára, valamint Nyugat-Iránra.
Dzsihán Sáh alatt érte el a Karakojunlu állam a legnagyobb kiterjedését és hatalmát. 1445-ben meghalt Iszfahán, Kara Júszuf fia, aki az utolsó dzselairida szultán fogadott fiának, Pír Budaknak öccse volt, és tőle Bagdad trónját örökölte. 1446-ban Iszfahán fia Fulad elűzésével Karakojunlu elfoglalta Bagdadot is, de végül Sáh Ruh, Sáh Mehmed fia szerezte meg a hatalmat. Sáh Ruh 1447-ben függetlenné vált, és a következő öt évben több fontos tartomány irányítását is megszerezte, köztük Iszfahán, Fársz és Kermán területeket.
Dzsihán Sáh 1450-ben, a Muizz ad-Dín Dzsihángír által vezetett Akkojunlu ellen indított hadjáratot. Elfoglalta Örményország egyes részeit, és ostrom alá vette Dzsihángírt Amidában. 1452 tavaszán Dzsihángír megadta magát és elismerte Karakojunlu fennhatóságát. Ezt az egyezményt azonban Dzsihángír testvére, Uzun Haszan („Hosszú Hasszán”) nem fogadta el, és megkezdte az ellenállás megszervezését. Ugyanebben az évben Dzsihán Sáh elfoglalta Diyarbakırt is, de felajánlotta azt az-Záhir Csakmak mamlúk szultánnak, aki válaszul kinevezte Diyarbakır kormányzójává. Dzsihángír megpróbálta visszaszerezni hatalmát, ám közben Uzun Haszan mellé állt a törzsszövetség nagyobb része, és 1453-tól nem tekinthető uralkodónak. Haszan 1457-ben vereséget szenvedett Dzsihán Sáhtól.
1458-ban Dzsihán Sáh Horászán ellen indított expedíciót. Június 28-án érkezett Heratba, de novemberben ellátási nehézségek miatt felhagyott a hadjárattal és barátsági szerződést kötött Abu Szaíd (Abu ibn Muhammad ibn Szaíd ibn Timur Miránsáh) timurida uralkodóval. A szerződésben Abu Szaíd elismerte Karakojunlu addig megszerzett perzsiai hódítmányait, és Dzsihán Sáh ellenállás nélkül vonult be Heratba. Ekkor az emír cím mellé felvette a szultán, a kán és a nagykán címeket is.
Lázadozó fiát, Haszan Alit bebörtönözte, és 1466-ban leszámolt másik fia, Pír Budak 1463 óta tartó lázadásával is.
1467-ben – miután biztosítottnak vélte a hátországot – Dzsihán megpróbálta az Akkojunlu („Fehér Ürü”) szövetséget is uralma alá hajtani, azonban ez egy katasztrofális vereség következtében Karakojunlu hatalmának összeomlásához vezetett. Az ütközetben Dzsihán Sáh is meghalt, így Karakojunlu hatalmának tetőpontjáról az azonnali széthulláshoz érkezett. A vereségben ugyanis nagy szerepet játszott, hogy távollétét kihasználva Haszan Ali újra fellázadt, de a megosztott ország már nem volt elég erős. Örökösei közül harmadik fiát, Abu Júszufot megvakították, negyedik fia, Mehmedí meghalt, nem sokkal később Farruhzád és Abu al-Kászim is. Szultánná Haszan Alit kiáltották ki.
1468-ban Uzun Haszan elfoglalta Irakot, Azerbajdzsánt és Iránt. Haszan Ali és a vak Abu Júszuf még egy ideig tartották magukat, de egy éven belül Uzun Haszan őket is legyőzte. Haszan Ali ezúttal hiába kért segítséget a Timurida Birodalomtól, mivel az maga is nehéz helyzetben volt. A végül mégis megérkező timurida segítség az anyaországra nézve is szerencsétlenséget hozott, hiszen Abu Szaíd timurida szultán fogságba esett és 1469-ben kivégezték. Haszan Ali ugyanebben az évben öngyilkos lett Hamadánban, megvakított testvére, Abu Júszuf már nem tudott komoly ellenállást kifejteni, annak ellenére, hogy Fárszban szultánná kiáltották ki.
A Karakojunlu törzseinek vezető rétegei a további ázsiai történelemben is szerepet játszottak, néhány évtizeddel később Bajram Kán, a Baharlu törzs vezére a Mogul Birodalom kormányzatának befolyásos tagja és hadvezére.